# South African Open 1972
Il South African Open 1972 è stato un torneo di tennis giocato sul cemento. È stata la 1ª edizione del torneo che fa parte del Commercial Union Assurance Grand Prix 1972 e del Women's International Grand Prix 1972. Il torneo si è giocato a Johannesburg in Sudafrica dal 27 marzo al 9 aprile 1972.

## Campioni

### Singolare maschile
Cliff Richey ha battuto in finale  Manuel Orantes con il punteggio di 6–4 7–5 3–6 6–4

### Doppio maschile
Bob Hewitt /  Frew McMillan hanno battuto in finale  Georges Goven /  Raymond Moore con il punteggio di 6–2, 6–2, 6–4

### Singolare femminile
Evonne Goolagong Cawley ha battuto in finale  Virginia Wade con il punteggio di 4–6 6–3 6–0

### Doppio femminile
Evonne Goolagong Cawley /  Helen Gourlay-Cawley hanno battuto in finale  Kristien Shaw-Kemmer /  Joyce Barclay-Williams-Hume con il punteggio di 6–1 6–4